# يابوسامه

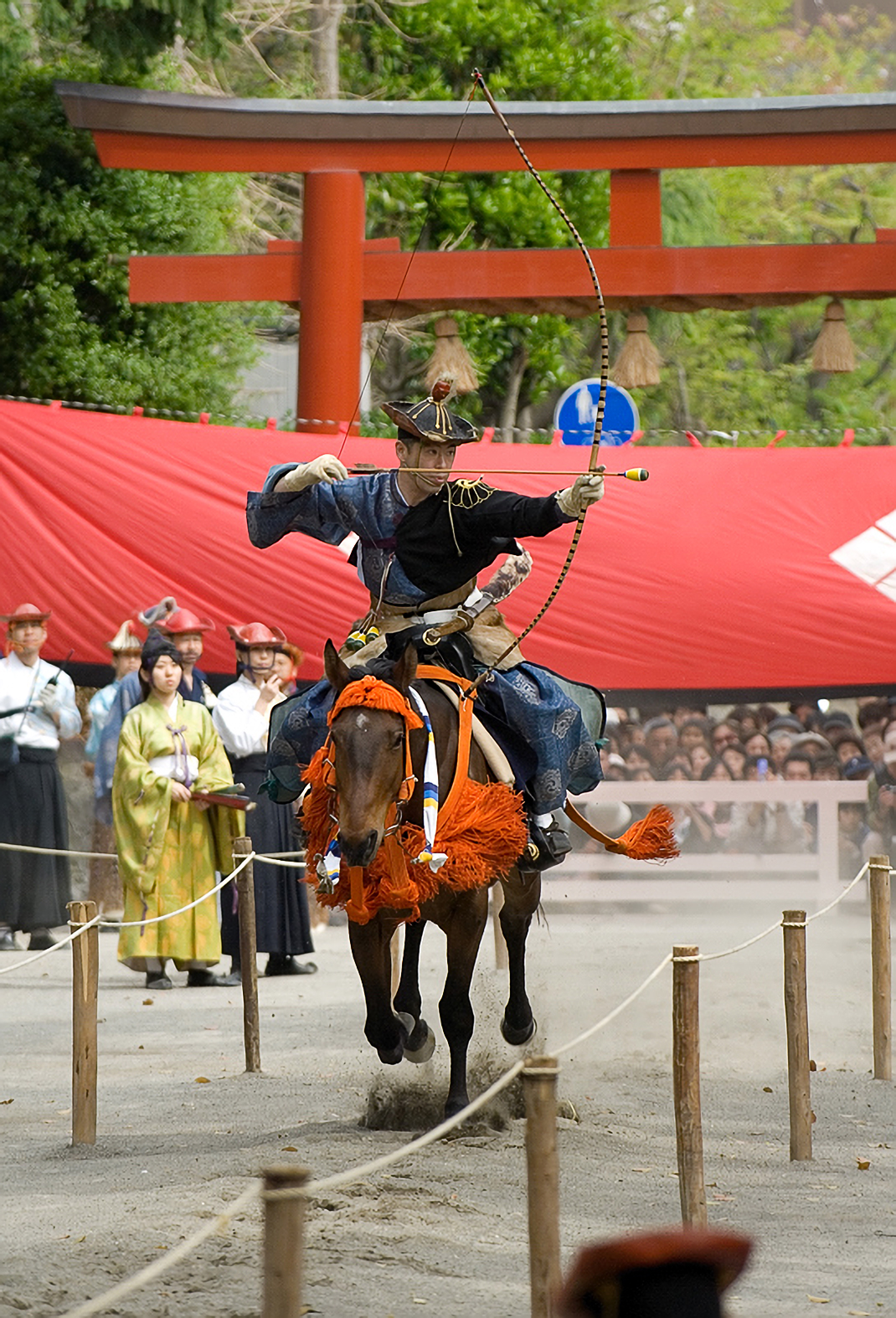
رامي يابوسامه ممتطيا لحصانه.

يابوسامه (باليابانية: 流鏑馬) هو نوع من الرماية الراكبة في الرماية التقليدية اليابانية. يقوم الرامي الممتطي لحصان برمي ثلاث سهام ذات رأس مفلطح بشكل متعاقب على ثلاث أهداف خشبية.
يعود هذا النوع من الرماية إلى فترة كاماكورا، حيث أن ميناموتو نو يوريتومو انتبه إلى ضعف مقدرات الرماية التي لدى محاربي الساموراي لديه، فقام بتطوير تدريبات اليابوسامه.